# .eh
‎.eh‏ دامنه سطح‌بالا (ccTLD) صحرای غربی (در آفریقا) است، ولی از آن‌جایی که صحرای غربی یک قلمرو مورد مناقشه است، استفاده از این دامنه منوط به پایان درگیری‌ها میان این منطقه و مراکش است.